# Ropalidia marginata
Ropalidia marginata Lepeletier, 1836 è un imenottero della famiglia Vespidae, diffuso in Pakistan, India peninsulare, Sri Lanka, Sud-est asiatico e Australia.

## Biologia
La sottospecie più studiata (Ropalidia marginata marginata) è intensivamente studiata in India, anche se non si sa molto della sua biologia.
Nidifica in luoghi al riparo, come tubi di ferro, casette per gli uccelli, cassonetti delle tapparelle, scatole di qualunque materiale.
Il nido è costruito con un misto di cellulosa, saliva delle vespe stesse ed un ormone repellente per formiche secreto dall'addome delle vespe. Il suo predatore naturale è la vespa tropica, da cui si nasconde il più possibile per evitare assalti al nido comunque ben nascosto.
All'inizio della stagione ogni nido è composto da molte regine che lavorano insieme, tranne una che ha preso il comando ed è l'unica che depone le uova; mentre per il resto dell'anno ci sono moltissime operaie, il nido è più esteso e le regine recessive sono ormai pseudooperaie sterili.
Se la regina viene a mancare perché morta o dispersa, una delle regine recessive prende il comando facendo risviluppare le sue ovaie e sostituendo l'intera covata nuova con uova proprie.
La regina, a differenza che in altre specie, non dimostra la sua dominanza con l'aggressività (come succede in polistes) ma emette ferormoni non volatili che diffonde per il nido tramite il tatto.
Il nido resta abitato tutto l'anno, ed in qualsiasi momento una o più nuove regine possono separasi dallo sciame iniziale per fondare nuovi nidi.

## Sottospecie
Vi sono 4 sottospecie di Ropalidia marginata:
- R. marginata marginata
- R. marginata jucunda
- R. marginata rufitarsis
- R. marginata sundaica